# Papá por un día
Papá por un día es una película argentina de ficción protagonizada por Nicolás Cabré, Luisana Lopilato y Gimena Accardi, estrenada el 6 de agosto de 2009 en Argentina.
La dirección estuvo a cargo de Raúl Rodríguez Peila, quien anteriormente había dirigido Dibu 3, la gran aventura y Peligrosa obsesión. Guionada por Jorge Maestro, significó el debut cinematográfico de este guionista de amplia trayectoria televisiva nacido en 1951. El filme fue producido por Carlos Mentasti, célebre por las sagas de Los bañeros más locos del mundo,Los extermineitors y Brigada explosiva. Rodríguez Peila se retiró luego de esta película.

## Sinopsis
Federico (Nicolás Cabré) entrenador del equipo de hockey femenino de un club de altísimo nivel está próximo a casarse con Cecilia (Gimena Accardi) una de sus jugadoras que es hija del Presidente del club cuando su padre, próximo a morir, a quien no veía desde diez años antes, le pide que se haga cargo de Tini (Julieta Poggio) su hermana de 8 años a quien no conoce. En esa situación conoce a Julieta (Luisana Lopilato) la capitana del equipo de hockey que entrenaba su padre y eso afecta sus sentimientos.

## Repercusión
El diario La Nación calificó la película como "Buena", señalando que "La trama consigue lo que se propuso: entretener con acertados gags y divertidos diálogos y situaciones."
Mientras que el crítico cinematográfico Ezequiel Boetti en EscribiendoCine la calificó con una puntuación de 4 sobre 10, afirmando que Papá por un día es "un mejunje fílmico que incluye desde competencias deportivas hasta los peores lugares comunes del cine argentino.", "una concatenación ad infinitum de los peores vicios del cine nacional.", y destacó negativamente "el fibrón grueso con el que los guionistas escribieron a las integrantes femeninas del trío protagónico".
También 4 sobre 10 fue la valoración de Diego Battle en OtrosCines, quien señaló que "el guion es de Jorge Maestro y el resultado es bastante decepcionante, inferior -para seguir con su autor- a tiras como 'Pelito', 'La banda del Golden Rocket' o 'Montaña Rusa'." "En este muy flojo film abundan los estereotipos, los lugares comunes, las simplificaciones, las superficialidades y los clichés. La trama es poco inspirada, no hay demasiada gracia, ni emoción, ni sensibilidad, ni carnadura humana ni audacia.", agregó Battle.
Por su parte, el diario Clarín la calificó como "Regular".
El filme logró 480.568 espectadores, alcanzando el lugar número 20 en el ranking de la taquilla argentina de 2009.

## Reparto
- Nicolás Cabré como Federico
- Julieta Poggio como Tini
- Luisana Lopilato como Julieta
- Gimena Accardi como Cecilia
- Miguel Ángel Rodríguez como Tito
- Boy Olmi como Luciano
- Patricia Sosa como Beba
- Carlos Kaspar como Utilero
- Mónica Gonzaga como María Inés
- Gogó Andreu como Lorenzo
- Inés Palombo como Teresita
- Gustavo Garzón como Eliseo
- Joaquín Berthold como Mariano
- Nicolás Vázquez como el Taxista
- Roberto Dolade como Doctor